# Nhảy cầu tại Đại hội Thể thao Đông Nam Á 2003
Nhảy cầu tại Đại hội Thể thao Đông Nam Á năm 2003 được tổ chức từ ngày 7 đến 10 tháng 12 năm 2003 tại Trung tâm Thể thao dưới nước Mỹ Đình, Hà Nội, Việt Nam. Có 8 nội dung tranh tài tại kì đại hội này bao gồm các nội dung nhảy cầu đơn và nhảy cầu đôi các loại cầu cứng, cầu mềm. Đoàn thể thao Philippines, Thái Lan và chủ nhà Việt Nam đều giành được 2 huy chương vàng.

## Tóm tắt huy chương

### Bảng huy chương
| Hạng               | Đoàn               | Vàng | Bạc | Đồng | Tổng số |
| ------------------ | ------------------ | ---- | --- | ---- | ------- |
| 1                  | Philippines (PHI)  | 2    | 2   | 2    | 6       |
| 2                  | Thái Lan (THA)     | 2    | 1   | 3    | 6       |
| 3                  | Việt Nam (VIE)     | 2    | 0   | 0    | 2       |
| 4                  | Malaysia (MAS)     | 1    | 3   | 2    | 6       |
| 5                  | Indonesia (INA)    | 1    | 2   | 1    | 4       |
| Tổng số (5 đơn vị) | Tổng số (5 đơn vị) | 8    | 8   | 8    | 24      |

### Nam
| Nội dung            | Vàng                                                | Bạc                                                 | Đồng                                                         |
| ------------------- | --------------------------------------------------- | --------------------------------------------------- | ------------------------------------------------------------ |
| 3 mét cầu mềm       | Suchart Pichi (THA)                                 | Meerit Insawang (THA)                               | Zardo Domenios (PHI)                                         |
| 10 mét cầu cứng     | Rexel Ryan Fabriga (PHI)                            | Zibeon Beleng (MAS)                                 | Nor Aznizal Najib (MAS)                                      |
| 3 mét cầu mềm đôi   | Thái Lan (THA) · Suchart Pichi · Meerit Insawang    | Philippines (PHI) · Jaime Asok · Niño Carog         | Indonesia (IDN) · Muhammad Nasrullah · Akhmad Sukran Jamjami |
| 10 mét cầu cứng đôi | Philippines (PHI) · Rexel Ryan Fabriga · Jaime Asok | Indonesia (IDN) · Husaini Noor · Muhammad Nasrullah | Thái Lan (THA) · Sareerapat Pimsamsee · Suchart Pichi        |

### Nữ
| Nội dung            | Vàng                                                       | Bạc                                               | Đồng                                                   |
| ------------------- | ---------------------------------------------------------- | ------------------------------------------------- | ------------------------------------------------------ |
| 3 mét cầu mềm       | Mai Thị Hải Yến (VIE)                                      | Sheila Mae Pérez (PHI)                            | Leong Mun Yee (MAS)                                    |
| 10 mét cầu cứng     | Leong Mun Yee (MAS)                                        | Shenny Ratna Amelia (IDN)                         | Sukrutai Tommaoros (THA)                               |
| 3 mét cầu mềm đôi   | Việt Nam (VIE) · Mai Thị Hải Yến · Hoàng Thanh Trà         | Malaysia (MAS) · Grace Junita · Leong Mun Yee     | Philippines (PHI) · Cesiel Domenios · Sheila Mae Pérez |
| 10 mét cầu cứng đôi | Indonesia (IDN) · Shenny Ratna Amelia · Herliani Sukmahati | Malaysia (MAS) · Leong Mun Yee · Cheong Jun Hoong | Thái Lan (THA) · Sukrutai Tommaoros · Chantrakulcholt  |